# Capnia yunnana
Capnia yunnana is een steenvlieg uit de familie Capniidae. De wetenschappelijke naam van de soort is voor het eerst geldig gepubliceerd in 2011 door Li & Yang.